# David Bradley (Schauspieler, September 1953)
David „Dai“ Bradley (* 27. September 1953 in Barnsley, England) ist ein britischer Schauspieler.

## Leben
David Bradley wurde als Sohn eines Bergmannes und einer Näherin in Nordengland geboren. Als 14-Jähriger wurde er aus Hunderten von Schülern seiner Region für die Rolle des Arbeiterjungen Billy Casper in Ken Loachs Spielfilm Kes ausgewählt. Obwohl er die Hauptrolle spielte, war er gleichzeitig noch Assistent des Kameramannes und trug dessen Ausstattungen, auch da der Film ein recht niedriges Budget hatte. Der Überraschungserfolg von Kes veränderte auch das Leben von David Bradley, der aus kleinen Verhältnissen stammte und zuvor kaum seinen Heimatort verlassen hatte. Nun erlangte er plötzlich Bekanntheit und wurde sogar mit einem BAFTA Award als Bester Newcomer ausgezeichnet. Nachdem er die Schule mit 17 Jahren ohne Abschluss abgebrochen hatte, erhielt David Bradley einen Studienplatz am Royal National Theatre.
In den 1970er-Jahren konnte Bradley weitere Erfolge verzeichnen: Er spielte Hauptrollen in den Fernsehserien The Flaxton Boys und The Jensen Code, verkörperte eine größere Rolle neben Richard Burton im Thriller Absolution (1978) und war als Soldat Albert Kropp in der Remarque-Neuverfilmung Im Westen nichts Neues (1979) zu sehen. Am Theater verschaffte er sich mit seiner Hauptrolle in dem Stück Equus von Peter Shaffer Anerkennung. Mit Beginn der 1980er-Jahre ließen jedoch die Rollenangebote für Bradley erheblich nach. Seitdem ist er nur noch sehr sporadisch in Film und Fernsehen präsent, stattdessen arbeitete er meist am Theater und investierte in einige Film- und Fernsehprojekte, die allerdings nicht realisiert werden konnten. In jüngerer Vergangenheit übernahm er 2013 eine Nebenrolle im Actionfilm Redemption – Stunde der Vergeltung sowie 2015 einen Gastauftritt in der britischen Fernsehserie Holby City.
Da bereits vor ihm ein Schauspieler gleichen Namens seine Karriere begonnen hatte, tritt David Bradley auch häufig unter dem Namen „Dai Bradley“ in Erscheinung. Von Zuschauern wird er noch heute meist mit der Rolle in Kes identifiziert, was ihn aber nach eigenen Angaben nicht stört, da dieser Film ihm ein aufregendes Leben ermöglicht habe und er positive Erinnerungen damit verbinde.

## Filmografie (Auswahl)
- 1969: Kes
- 1970: The Flaxton Boys (Fernsehserie, 13 Folgen)
- 1973: The Jensen Code (Fernsehserie, 13 Folgen)
- 1973: Mallys Bucht (Malachi's Cove)
- 1978: Absolution (Absolution)
- 1979: Die letzte Offensive (Zulu Dawn)
- 1979: Im Westen nichts Neues (All Quiet on the Western Front; Fernsehfilm)
- 1981: Im Land des Feuerbaums (The Flame Trees of Thika; Fernseh-Miniserie, 3 Folgen)
- 1982: Kicker, Kumpel, Knochenbrecher (The World Cup: A Captain’s Tale; Fernsehfilm)
- 1985: Samantha's Men (Fernsehfilm)
- 1989: Eurocops (Fernsehserie, Folge Firing the Bullets)
- 2003: Asylum
- 2013: Redemption – Stunde der Vergeltung (Hummingbird)
- 2015: Holby City (Fernsehserie, Folge An Eye for an Eye)
- 2018: Macbeth